# Francesc Godia i Sales
Francesc Godia i Sales   (Barcelona, 21 de març de 1921 - Barcelona, 28 de novembre de 1990), conegut com a Paco Godia, fou un pilot de Fórmula 1 i col·leccionista d'art català. Entre el 2008 i 2015, la seva col·lecció s'exposava al Museu Fundació Francisco Godia, a la Casa Garriga Nogués del carrer de la Diputació, 250 de Barcelona.

## Biografia
Fill del barceloní Francesc Godia i Petriz, en esclatar la Guerra Civil espanyola, la seva família va haver de fugir en ser perseguida pel bàndol republicà. Godia va interrompre els estudis per a integrar-se a l'Exèrcit Nacional, essent amb 16 anys l'alferes provisional més jove de l'estat.

## Trajectòria esportiva
Francesc Godia va debutar ocupant la dissetena posició a la graella de sortida del Gran Premi d'Espanya de 1951 celebrat en el circuit de Pedralbes (Barcelona) el 28 d'octubre, al volant d'un Maserati 4CLT/48 i va poder finalitzar en el desè lloc final.
Va participar de nou en el Gran Premi d'Espanya de 1954, també a Pedralbes, amb un Maserati 250F, finalitzant sisè.
El 1956, com pilot semioficial de Maserati, va finalitzar en novena posició del Mundial, amb 6 punts, després d'haver aconseguit la quarta plaça en els Gran Premi d'Itàlia a (Monza) i Alemanya (Nurburgring), setè al Gran Premi de França (Reims) i vuitè en el GP d'Anglaterra (Silverstone).
El 1958, Paco Godia va abandonar la Fórmula 1, després de l'accident que va sofrir en el Gran Premi de França en el circuit de Reims, després de fer novè en el GP d'Argentina. En total va participar en 14 Grans Premis i va obtenir un total de 6 punts.
Com a pilot de carreres, Paco Godia encarnava la figura del gentleman driver dels inicis de l'automobilisme esportiu.
Es va retirar de la competició l'any 1969, després de disputar algunes curses amb l'Escuderia Montjuïc, però va continuar vinculat al món de l'esport del motor. La seva influència va ser decisiva per la construcció del Circuit de Catalunya.

## Palmarès a la Fórmula 1
- Curses disputades:14
- Punts pel campionat de pilots: 6
- Millor classificació en un G.P.: 4t (Alemanya '56 i Itàlia '56)
- Millor classificació al mundial de pilots: 8è (1956)